# Brian Doyle-Murray
Brian Doyle-Murray właśc. Brian Murray (ur. 31 października 1945 w Chicago) – amerykański komik, scenarzysta, aktor głosowy oraz aktor filmowy i telewizyjny znany z charakterystycznych ról drugoplanowych. Jest starszym bratem aktora Billa Murraya, u boku którego pojawił się w kilku filmach; m.in. Golfiarze czy Dzień świstaka. Od 2009 gra jedną z głównych ról w serialu komediowym Pępek świata.

## Filmografia

### Role filmowe
- Golfiarze (1980) jako Lou Loomis
- Głowa nie od parady (1981) jako Brian Stills
- W krzywym zwierciadle: Wakacje (1983) jako kasjer
- Szesnaście świeczek (1984) jako wielebny na ślubie
- Ostrze brzytwy (1984) jako Piedmont
- Centrala (1985) jako płk. Tolliver
- Klub „Raj” (1986) jako Voit Zerbe
- Orły Temidy (1986) jako Shaw
- Wigilijny show (1988) jako pan Cross, ojciec Franka i Jamesa
- W krzywym zwierciadle: Witaj, Święty Mikołaju (1989) jako Frank Shirley, szef Clarka
- Pogromcy duchów II (1989) jako psychiatra
- Eksperci (1989) jako pan Jones
- Jak dostałem się na studia (1989) jako trener Evans
- Same kłopoty (1991) jako Brian
- JFK (1991) jako Jack Ruby
- Świat Wayne’a (1992) jako Noah Vanderhoff
- Dzień świstaka (1993) jako Buster
- Chłopiec okrętowy (1994) jako Skunk
- Sędzia kalosz (1995) jako Harry
- Niezła sztuka (1996) jako Red Savage, ojciec Johny’ego
- Mężowie i żona (1996) jako Walt
- Kacper II: Początek straszenia (1997) jako majster Dave
- Lepiej być nie może (1997) jako majsterkowicz
- Dennis znów rozrabia (1998) jako profesor
- Walka na kopie (1999) jako zdenerwowany mężczyzna
- Stuart Malutki (1999) jako kuzyn Edgar
- Trafiona-zatopiona (2000) jako kierowca holownika
- Zakręcony (2000) jako ksiądz
- Śnieżne psy (2002) jako Ernie
- Małolaty na obozie (2007) jako wujek Morty
- Znów mam 17 lat (2009) jako woźny
- Gra namiętności (2010) jako Billy Berg
- Głupi, głupszy, najgłupszy (2012) jako jego eminencja Ratliffe

### Role w serialach TV
- Świat według Bundych (1987–1997) jako Wayne (gościnnie)
- Kroniki Seinfelda (1989-1998) jako Mel Sanger (gościnnie)
- Skrzydła (1990-1997) jako trener Snyder (gościnnie)
- Nowe przygody Supermana (1993–1997) jako Harlan Black (gościnnie)
- Niegrzeczni panowie (1996–1997) jako Bob Halverson (gościnnie)
- Inny w klasie (1997–1999) jako Pete Gilroy (gościnnie)
- Kolorowy dom (1998–2002) jako pan Gifford (gościnnie)
- Tak, kochanie (2000–2006) jako George Savitsky
- Randka z gwiazdą (2003–2004) jako Suds (gościnnie)
- Nie z tego świata (2005-nadal) jako Robert Singer (gościnnie)
- Świry (2006-nadal) jako dziadek Spencera (gościnnie)
- Pępek świata (2009-nadal) jako pan Ehlert

### Scenariusze
- Saturday Night Live (od 1975); 80 programów z lat 1978-1982
- Golfiarze (1980); wspólnie z Haroldem Ramisem i Douglasem Kenneyem
- Klub „Raj” (1986); wspólnie z Haroldem Ramisem
- Golfiarze II (1988); wspólnie z Haroldem Ramisem i Douglasem Kenneym